# Morirò d'amore (Jovanotti)
Morirò d'amore è il terzo singolo estratto dall'album di Jovanotti Il quinto mondo, distribuito nel 2002.

## Classifiche
| Classifica (2002) | Posizione massima |
| ----------------- | ----------------- |
| Italia            | 13                |